# SN 1999eh
SN 1999eh – supernowa typu Ib odkryta 12 października 1999 roku w galaktyce NGC 2770. W momencie odkrycia miała maksymalną jasność 17,50m.